# دولسیمر چکشی
دولسیمر چکشی (به انگلیسی: Hammered Dulcimer) گروهی از سازهای زهی-کوبه‌ای‌ هستند که سیم‌های آن بر روی یک جعبه صوتی ذوزنقه‌ای شکل بسته شده‌اند.
سنتور معروف‌ترین نوع آن در ایران است.